# Stato del Mantovano
Stato del Mantovano è la denominazione amministrativa data a quello che dinasticamente era il Ducato di Mantova negli ultimi anni prima del suo definitivo smantellamento.

## Storia
Nel 1791 l'imperatore Leopoldo II, appoggiando le forze conservatrici, annullò in blocco la riforma provinciale della Lombardia emanata da suo fratello cinque anni prima. Per il territorio mantovano tuttavia, un simile atto comportò una situazione particolare quale la firmale riseparazione dal governo regionale di Milano, che non era più negli interessi neppure degli austriaci.
La restaurazione del Ducato di Mantova fu quindi esplicitamente solo dinastica, e il governo di Mantova, pur formalmente ripristinato nei suoi confini originali riprendendo le località al confine cremonese, fu mantenuto alle dipendenze della Lombardia austriaca. Anche l'omologazione burocratica ed istituzionale del mantovano al milanese, ordinata nel 1784, non fu revocata.
La rappresentanza oligarchica del territorio era affidata ai cento membri della Congregazione generale, composta di diritto da trenta nobili, quindici giudici e quindici borghesi, e per elezione quadriennale da due rappresentanti ciascuno per i distretti di campagna e dieci per quello cittadino. Questa assemblea nominava quella esecutiva ristretta, la Congregazione delegata, composta di dodici membri di cui quattro nobili, e sceglieva sempre fra gli aristocratici il prefetto.
La gestione politica era compito della Regia giunta di governo, composta dal presidente, dal capo dei magistrati camerali, dal prefetto e da un membro regio. Assistita da un folto ufficio burocratico, la giunta si occupava delle materie di interesse statale.
La riscossione tributaria era affidata alla Direzione delle regie finanze e alla Regia ragioneria generale, con la consulenza della Regia magistratura camerale.

### Suddivisione amministrativa
- distretto I di Mantova
- distretto II di Ostiglia
- distretto III di Roverbella
- distretto IV di Goito
- distretto V di Castiglione delle Stiviere
- distretto VI di Castel Goffredo
- distretto VII di Canneto
- distretto VIII di Marcaria[2]
- distretto IX di Borgoforte
- distretto X di Bozzolo
- distretto XI di Sabbioneta
- distretto XII di Viadana
- distretto XIII di Suzzara
- distretto XIV di Gonzaga
- distretto XV di Revere
- distretto XVI di Sermide

### L'invasione napoleonica
L'arrivo dell'esercito di Napoleone comportò nel giro di pochi mesi la liquidazione dello stato mantovano. La Commissione amministrativa francese in Mantova, composta da tre ufficiali transalpini, fu subito insediata il giorno dopo la conquista della città, il 3 febbraio 1797, assumendo le funzioni statali. Quelle amministrative furono assunte dalla Municipalità di Mantova il 3 marzo, ma quest'ultima risultò composta da elementi moderati che furono quindi oggetto di pesanti critiche politiche da parte dei giacobini, che il 6 luglio passarono all'azione tentando il colpo di Stato congregandosi in una Commissione provvisoria amministrativa. Avendo più pressanti problemi, la Repubblica francese accolse sostanzialmente le istanze giacobine e, sciolti entrambi i due previgenti istituiti, il 19 luglio diede tutti i poteri statali e civili ad un'unica Amministrazione dello stato di Mantova composta politicamente più a sinistra e suddivisa ministerialmente in quattro comitati, che sovraintendevano anche al soppresso feudo di Gazoldo.
A questo punto i francesi erano pronti a standardizzare la provincia, e il 3 novembre ne proclamarono l'annessione alla Repubblica Cisalpina, istituendo il 29 novembre il Dipartimento del Mincio.